# 导师制
导师制（英語：Mentorship）是高等教育中的一种教育模式。高校学生入学后，在某位教师指导下完成学业。起源于15世纪的英国牛津大学。以博士生学习阶段的博士生导师为常见，亦有本科生导师、研究生导师、指導教授。

## 在中国
民国时期，中华民国教育部在1938年引入导师制，1945年废除。中华人民共和国在1949年建立后，高等教育体制在解放区模式和苏联模式中转换。改革开放之后，重新引入导师制。由于在中国大陆，导师可以在课题组里一手遮天，绝对的权力滋生了各种腐败和混乱，各类导师压榨学生、男性导师侵犯女生的事件屡见不鲜。如陶崇园事件。2022年闹得沸沸扬扬的南开大学多名导师侵犯女生的新闻——天津南开大学四位教师尹沧海、陈泰锁、李文韬，邢晓东分别被实名举报玩弄女学生。

## 另見
- 學分制
- 班建制
- 師徒
- 學徒